# Monumento a Frederick Lauer
El Monumento a Frederick Lauer (en inglés, Frederick Lauer Monument) es una estatua monumental en la ciudad de Reading, en el estado de Pensilvania (Estados Unidos). La estatua se dedicó en 1885 en honor a Frederick Lauer, un destacado ciudadano y cervecero de la ciudad que se desempeñó como el primer presidente de la Asociación de Cerveceros de los Estados Unidos. La asociación pagó por la creación del monumento, que fue diseñado por el escultor George F. Stephens y ubicado en City Park.

## Historia
Frederick Lauer nació en 1810 en la localidad alemana de Gleisweiler. Varios años después, en 1823, su familia emigró a los Estados Unidos y finalmente se estableció en Reading. Aprendió el proceso de elaboración de cerveza de su padre y operó su propia cervecería en Reading cuando era adulto, empleando a muchos inmigrantes alemanes que vivían en el área. Durante su tiempo como maestro cervecero, Lauer también se involucró en la política y en empresas filantrópicas. Participó en varias organizaciones benéficas diferentes, así como en la sociedad agrícola local y la junta de comercio, y jugó un papel decisivo en la reclasificación de Reading de municipio a ciudad. En la industria cervecera nacional, Lauer ayudó a formar la Asociación de Cerveceros de los Estados Unidos, un grupo comercial de la industria formado durante la Guerra de Secesión. Se desempeñó como el primer presidente de este grupo, que hoy se conoce como Beer Institute. En 1883, se retiró de la elaboración de cerveza, y falleció el 12 de septiembre de ese año.

Tras su muerte, la Asociación de Cerveceros quiso honrar a Lauer con un monumento en su ciudad natal. Después de recibir el consentimiento del consejo de la ciudad para erigir un monumento en el parque de la ciudad de Reading, el grupo procedió a financiar completamente la creación de una estatua pública de Lauer. Este monumento sería la primera estatua pública tanto en el parque como en la ciudad en su conjunto. A pesar de cierta oposición de los miembros del movimiento de templanza, la ciudad generalmente apoyó el monumento basándose en la filantropía y el servicio público de Lauer. Según un artículo posterior sobre la estatua publicado por la Sociedad Histórica del condado de Berks, "Frederick Lauer estuvo representado en el primer monumento erigido en Reading porque encarnaba los ideales de una gran parte de su comunidad". El parque más tarde serviría como hogar para varios otros monumentos y memoriales.

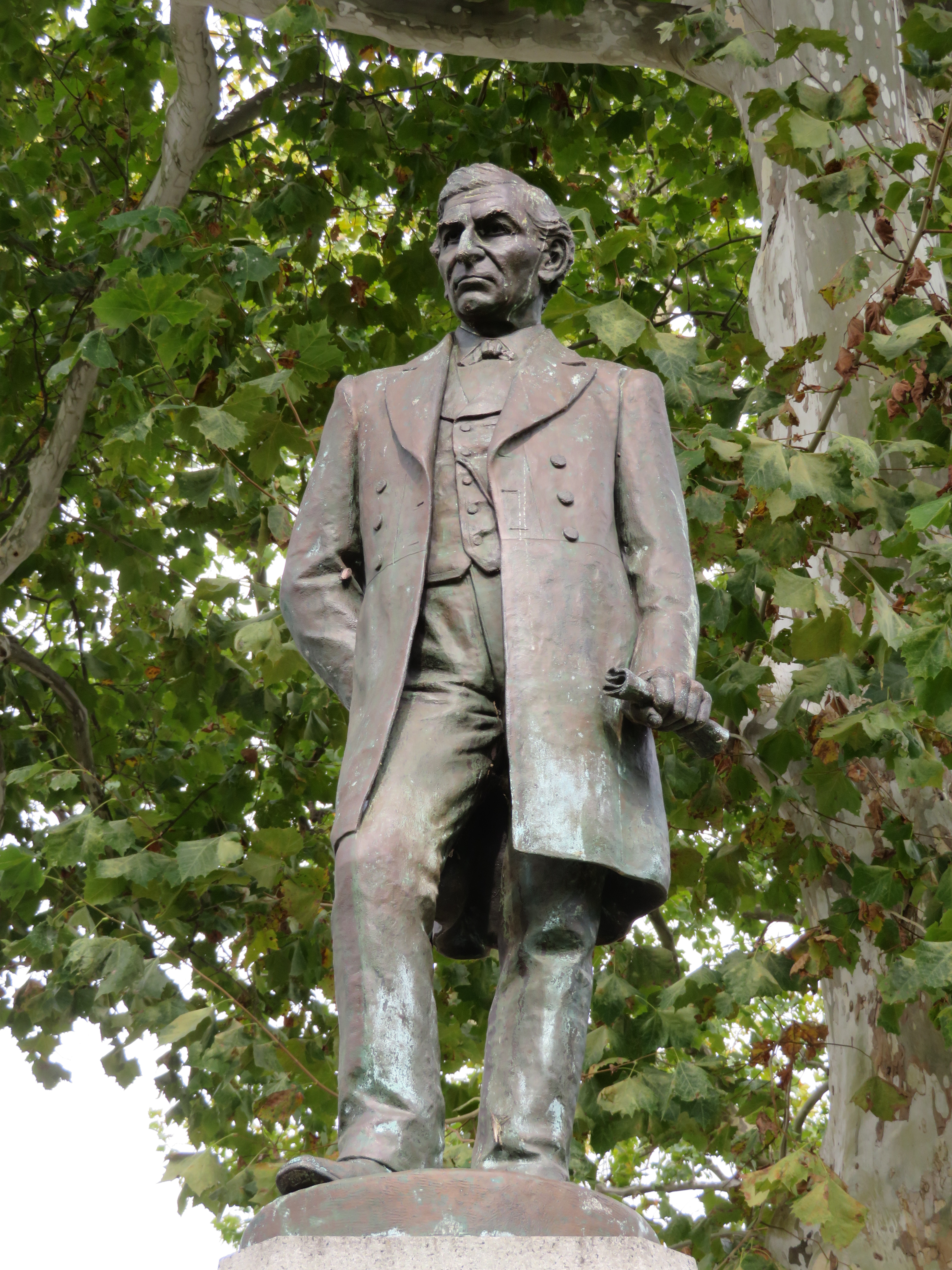
Primer plano de la estatua, 2020

La estatua fue diseñada por George F. Stephens y fundida por Bureau Bros, mientras que la mampostería fue realizada por PF Eisenbrown, Sons & Company.  El monumento fue dedicado el 23 de mayo de 1885, con un desfile realizado por la ciudad. Muchas tiendas cerraron durante el día, mientras que el desfile incluyó a muchos funcionarios de la ciudad, policías y bomberos. Durante la ceremonia de inauguración, Henry H. Reuter, expresidente de la Asociación de Cerveceros, pronunció un discurso en el que dijo: "Frederick Lauer está allí, para nosotros, como el ejemplo de la verdadera templanza, como el campeón de la libertad personal, como exponente de las justas reivindicaciones de nuestro secular oficio, como su siempre dispuesto defensor e infatigable promotor. Frederick Lauer sintió y entendió su misión social como cervecero".

### Historia posterior
En 1994, el monumento fue inspeccionado como parte de Save Outdoor Sculpture! proyecto. En los años transcurridos desde su inauguración, el monumento sufrió deterioro y vandalismo. En abril de 2015, cuatro placas de bronce que estaban adheridas al monumento fueron robadas y nunca recuperadas. Alrededor de este mismo tiempo, varios grupos cerveceros y cervecerías locales comenzaron a encabezar los esfuerzos para restaurar el monumento. Estos esfuerzos fueron dirigidos principalmente por el grupo comercial Brewers of Pennsylvania, mientras que la Asociación de Cerveceros (que no debe confundirse con la Asociación de Cerveceros de los Estados Unidos) donó 25 000 dólares para la restauración. En 2018, el monumento se volvió a dedicar después de su restauración. El monumento es mantenido por la Sociedad Histórica del condado de Berks.

## Diseño
El monumento consiste en una estatua de bronce de Lauer de pie sobre un pedestal de granito de varios niveles y una base de hormigón. La base del monumento está rodeada por una jardinera canteada. Lauer viste un atuendo típico de la época, que incluye pajarita, levita y chaleco, con la mano derecha en la cadera y un rollo de papel en la mano izquierda. La escultura mide 45,7 cm a cada lado y 1,8 m de alto, mientras que el pedestal mide 1,5 m de lado y 3 m alto. Al pie de la estatua hay inscripciones que llevan el nombre del diseñador ("Henrici Stephens") y la fundición ("fundido por / Bureau Bros.").
Cuatro placas de bronce están unidas a los cuatro lados del pedestal. La inscripción en el frente dice: "Para / Frederick Lauer / de Reading, PA / Los Cerveceros de los Estados Unidos / Asociación de la cual fue / el primer presidente, ha / erigido este monumento / en recuerdo agradecido (sic) de / su trabajo desinteresado por / el bienestar del / comercio cervecero en este país", mientras que la placa trasera dice: "La Ciudad de Reading / conmemora las virtudes públicas / y privadas de un ciudadano honrado / por la concesión de esta ubicación, / erigido AD MDCCCXXXV / el año de la 25ª convención de la Asociación de Cerveceros de Rstados Unidos". En las dos placas laterales se leía: "QUE SU EJEMPLO DIGA / A LOS CERVECEROS DE ESTE / PAÍS A MANTENER / BUENA CONFRATERNIDAD PARA / PRESERVAR SU ASOCIACIÓN / Y / DEFENDER SUS DERECHOS" y "Su celo brotó / de su firme convicción / de que en esforzándose por hacer avanzar / el oficio cervecero / trabajaba por / la causa de la templanza nacional".